# Fred Ewanuick
Fred Ewanuick (Port Moody (Vancouver), 23 juni 1971) is een Canadese acteur met een Italiaanse en Oekraïense achtergrond. Ewanuick is het best bekend om zijn rol als Hank Yarbo in de Canadese sitcom Corner Gas.

## Loopbaan
Ewanuick heeft opgetreden in verschillende films en televisieseries. Voor zijn rol in Corner Gas won hij samen met de rest van de acteurs een Gemini Award voor Best Ensemble Performance.
- Biblioteca Nacional de España: XX4786028
- Gemeinsame Normdatei: 1061457362
- International Standard Name Identifier: 0000 0001 2036 2701
- Library of Congress Control Number: no2011098206
- SNAC: w6ng8mdd
- Virtual International Authority File: 168921431
- WorldCat: E39PBJxxf3tK7kTPx798HPvbVC